# Żabbar St. Patrick FC
Żabbar St. Patrick Football Club ist ein maltesischer Fußballverein aus der Stadt Żabbar. Der Klub wurde 1912 gegründet und spielt aktuell in der Maltese Premier League.

## Geschichte
Obwohl bereits 1903 ein Fußballplatz in der Nähe des Zabbar-Tors existierte, wurden die ersten Mannschaften in Żabbar erst einige Jahre später gegründet. 
Żabbar United war das erste Team, das 1935/36 an einem Wettbewerb der Malta Football Association teilnahm. Der erste Titel wurde in der Saison 1937/38 von Żabbar Amateurs gewonnen, die die Fourth Division Section A für sich entschieden. In den folgenden Jahren gab es mehrere Auf- und Abstiege zwischen den Divisionen, wobei der Verein zeitweise als St. Patrick auftrat.
Nachdem der Klub 1948 in St. Patrick umbenannt wurde, schaffte man es 1950 zum ersten Mal, in die höchste Spielklasse aufzusteigen. In den 1980er Jahren erlebte der Verein eine goldene Ära, in der er von der Third Division bis in die Premier League aufstieg. 2013 wurde der Klub in Żabbar St. Patrick umbenannt.

### Erfolge
- Maltese First Division
  - Sieger: 1982/83, 1994/95, 2003/04
- Maltese Second Division
  - Sieger: 1949/50, 1959/60, 1981/82, 1988/89
- Maltese Third Division
  - Sieger: 1980/81
- National Amateur Cup
  - Sieger: 2021/22

## Aktueller Kader 2025/26
Stand: 18. August 2025
| Nr. |             | Position | Name                  |
| --- | ----------- | -------- | --------------------- |
| 1   | Malta       | TW       | Luca Camilleri        |
| 3   | Malta       | AB       | Samuel Davey          |
| 4   | Malta       | AB       | Miguel Azzopardi      |
| 5   | Malta       | AB       | Jake Micallef         |
| 6   | Malta       | MF       | Dion Ciantar          |
| 7   | Malta       | MF       | Liam Micallef         |
| 8   | Brasilien   | MF       | Bonilha               |
| 9   | Malta       | ST       | Sean Gatt             |
| 10  | Argentinien | MF       | Brian Gambarte        |
| 11  | Serbien     | ST       | Stefan Ilić           |
| 13  | Malta       | AB       | Zachary Grech         |
| 14  | Italien     | MF       | Antonio Pio Iervolino |
| 17  | Malta       | AB       | Jurgen Pisani         |

| Nr. |                         | Position | Name               |
| --- | ----------------------- | -------- | ------------------ |
| 19  | Portugal                | ST       | Diogo Tavares      |
| 21  | Serbien                 | AB       | Strahinja Jovančić |
| 22  | Malta                   | AB       | Isaac Davey        |
| 23  | Malta                   | ST       | Gianluca Zammit    |
| 24  | Malta                   | TW       | Justin Haber       |
| 28  | Brasilien               | AB       | Vinicius           |
| 29  | Malta                   | AB       | Dion Fava          |
| 30  | Albanien                | MF       | Kristian Keqi      |
| 31  | Brasilien               | MF       | João Pedro         |
| 32  | Kroatien                | TW       | Lukas Đođ          |
| 55  | Bosnien und Herzegowina | AB       | Đorđe Jovičić      |
| 95  | Brasilien               | ST       | Marcelo Santos     |